# Прата ди Лима, Жозе
Жозе Артур Прата Ребелу ди Лима (порт. José Artur Prata Rebelo de Lima; 9 июля 1907 — неизвестно) — португальский легкоатлет, выступавший в беге на короткие дистанции. Участник летних Олимпийских игр 1928 года.

## Биография
Жозе Прата ди Лима родился 9 июля 1907 года.
Выступал в легкоатлетических соревнованиях за «Академику» из Порту.
В 1928 году вошёл в состав сборной Португалии на летних Олимпийских играх в Амстердаме. В беге на 100 метров занял в 1/8 финала 4-е место. В беге на 200 метров занял в 1/8 финала последнее, 4-е место.
Был почётным членом Федерации лёгкой атлетики Португалии.
Дата смерти неизвестна.

## Личные рекорды
- Бег на 100 метров — 10,6 (1933)[1]
- Бег на 200 метров — 23,0 (1927)[1]